# Colònia i Protectorat de Nigèria
La Colònia i Protectorat de Nigèria fou una entitat administrativa britànica formada per la unió de la Colònia i Protectorat de Nigèria del Sud i el Protectorat de Nigèria del Nord, que va entrar en vigor l'1 de gener de 1914.

## Administració política sota la Corona

### Antecedents
Plans concrets per la transició al govern de la Corona—control directe pel govern britànic— dels territoris nigerians aparentment van començar el 1897. El maig d'aquell any, Herbert J. Read publicava un Memoràndum sobre possessions britàniques a l'Àfrica de l'Oest, el qual va remarcar la "inconveniència i manca de rigor científic de les fronteres" entre la Colònia de Lagos, el Protectorat de la Costa del Níger, i la Companyia Reial del Níger. Read suggeria que fossin fusionats, per aprofitar més els recursos naturals de Nigèria En el mateix any, els britànics van crear la Royal West African Frontier Force (RWAFF o WAFF), sota el lideratge de Coronel Frederick Lugard. En un any, Lugard va reclutar 2600 homes, repartits entre hausses i iorubes. Els agents de la RWAFF eren britànics. Les operacions d'aquesta força no són encara plenament coneguts a causa d'una política de clandestinitat estricta ordenada pel govern britànic.
Directrius per formar la colònia nigeriana van ser establertes el 1898 pel Comitè del Níger, presidit pel Earl de Selborne des del mateix 1898. Els britànics van finalitzar la delimitació de la frontera entre Nigèria i Àfrica Occidental Francesa amb la Convenció Anglo-Francesa de 1898.
La major part del territori de la Companyia Reial del Níger va esdevenir el Protectorat de Nigèria del Nord, i la pròpia companyia esdevenia una empresa privada que va continuar els seus afers empresarial a Nigèria. La companyia va rebre 865,000£ d'indemnització per la pèrdua dels seus privilegis. Va continuar gaudint de privilegis especials i va mantenir un monopoli de facto sobre el comerç. Sota Lugard de 1900–1906, el Protectorat va consolidar el control polític sobre l'àrea a través de conquestes militars i va iniciar l'ús de moneda britànica com a substitut de la permuta.
L'1 de gener de 1900, el govern britànic assumia el control dels Protectorats del Sud i del Nord, tots dos passaven finalment a ser governats per l'Oficina Colonial a Whitehall. El personal d'aquesta oficina va venir principalment de la classe mitjana superior britànica—o sigui universitaris, principalment no nobles, amb pares en professions respectades. Els primers cinc caps del Departament de Nigèria (1898–1914) foren Reginald Antrobus, William Mercer, William Baillie Hamilton, Sydney Olivier, i Charles Strachey. Olivier era un membre de la Societat Fabiana i un amic de George Bernard Shaw.
Sota l'Oficina Colonial, fou el governador qui va dirigir l'administració de la colònia i va tenir poders per un govern d'emergència. L'Oficina Colonial podria vetar o revisar les seves polítiques. Els set homes que van governar Nigèria del Nord, Nigèria del Sud, i la colònia de Lagos (amb el seu agregat del protectorat de Iorubalàndia) fins al 1914 foren Henry McCallum, William MacGregor, Walter Egerton, Ralph Erm, Percy Girouard, Hesketh Bell, i Frederick Lugard. La majoria d'aquests procedien de carreres militars. Tot eren cavallers.

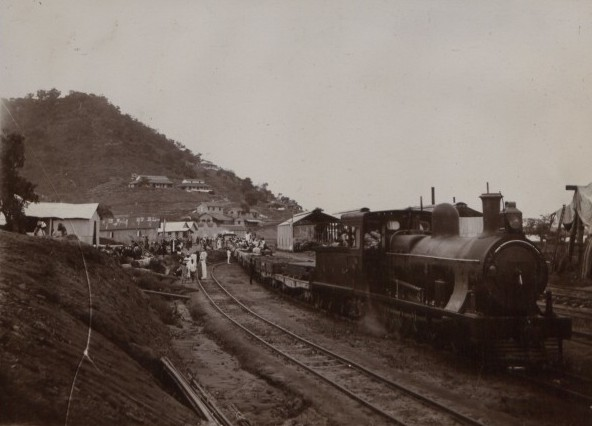
Foto d'arxiu sense data de una locomotora a Nigèria

Walter Egerton va establir com ordre del dia per 1908, com ja detallava el 29 de novembre de 1907 en un telegrama a l'Oficina Colonial representatiu de les prioritats britàniques, el següent:

1. Pacificar el país;
2. Establir governs en els districtes de nova ceració;
3. Millorar i estendre vials per tot el país;
4.  Construir correctament carreteres en els districtes més poblats;
5. Netejar els nombrosos rius del país i fer-los adequats per trànsit amb canoes; i
6. Estendre els ferrocarrils.

Egerton també va supervisar millores al port de Lagos i l'extensió de la xarxa de telègraf local.
De 1895–1900, un ferrocarril va ser construït anant de Lagos a Ibadan; va obrir el març 1901. Aquesta línia va ser estesa a Oshogbo, 62 milles més enllà, el 1905–1907, i a Zungeru i Minna el 1908–1911. La seva branca final el va habilitar per connectar amb una altra línia, que es va construir el 1907–1911, que anava de Baro, a través de Minnia, fins a Kano.
Alguns d'aquests projectes d'obres públiques van ser acomplerts amb l'ajuda de treball nadiu forçat, esmentat com a "Treball Polític". Caps de poble van rebre 10 xílings per cada treballador i se'l multava amb 50£ si fallava en subministrar els que se li demanaven. Els individus podrien ser multats empresonats per rebutjar complir amb les feines.

### Frederick Lugard
Frederick Lugard, qui va ser nomenat Alt Comissari del Protectorat de Nigèria del Nord el 1900 i va servir en el càrrec fins al 1906 en el seu primer terme, sovint ha estat considerat pels britànic com el seu model d'administrador colonial. Entrenat com un agent d'exèrcit, va servir a Índia, Egipte, i Àfrica oriental, on va expulsar els comerciants d'esclaus àrabs de Nyasaland i va establir la presència britànica a Uganda. Es va unir a la Companyia Reial del Níger el 1894 i fou enviat a Borgu per contraatacar incursions dels francesos, i el 1897 va ser fet responsable d'establir la Royal West African Frontier Force (RWAFF) amb reclutes locals (levies) per servir sota agents britànics.
Durant el seu sis anys de govern com Alt Comissari, Frederick Lugard (que va esdevenir Sir el 1901) va estar ocupat en transformar l'esfera comercial o la influència heretada de la Companyia Reial del Níger a una unitat territorial viable sota un control polític britànic eficaç. El seu objectiu era conquerir la regió sencera i obtenir reconeixement del protectorat britànic per part dels seus governants indígenes, especialment els emirs fulanis del Califat de Sokoto. La Campanya de Lugard sistemàticament va sotmetre la resistència local, utilitzant la força armada quan les mesures diplomàtiques van fallar. Borno va capitular sense lluita, però el 1903 Lugard i la seva RWAFF va muntar assalts a Kano i Sokoto. Del punt de vista de Lugard, les victòries militars eren necessàries perquè les rendicions dels pobles vençuts debilitada la resistència en qualsevol altre lloc.
L'èxit de Lugard a Nigèria del Nord ha estat atribuït a la seva política de govern indirecte; això és, governar el protectorat a través dels governants derrotats pels britànics. Si els emirs van acceptar l'autoritat britànica, abandonaven el comerç d'esclaus, i cooperaven amb oficials britànics en modernitzar les seves administracions, el poder colonial estava disposat a confirmar-los en el càrrec. Els emirs van retenir els seus títols però eren responsable davant d'agents de districte britànic, que tenien l'autoritat final. Els Alts Comissaris britànics podien deposar emirs i altres oficials si era necessari.

### Amalgamaciódel Nord i el Sud

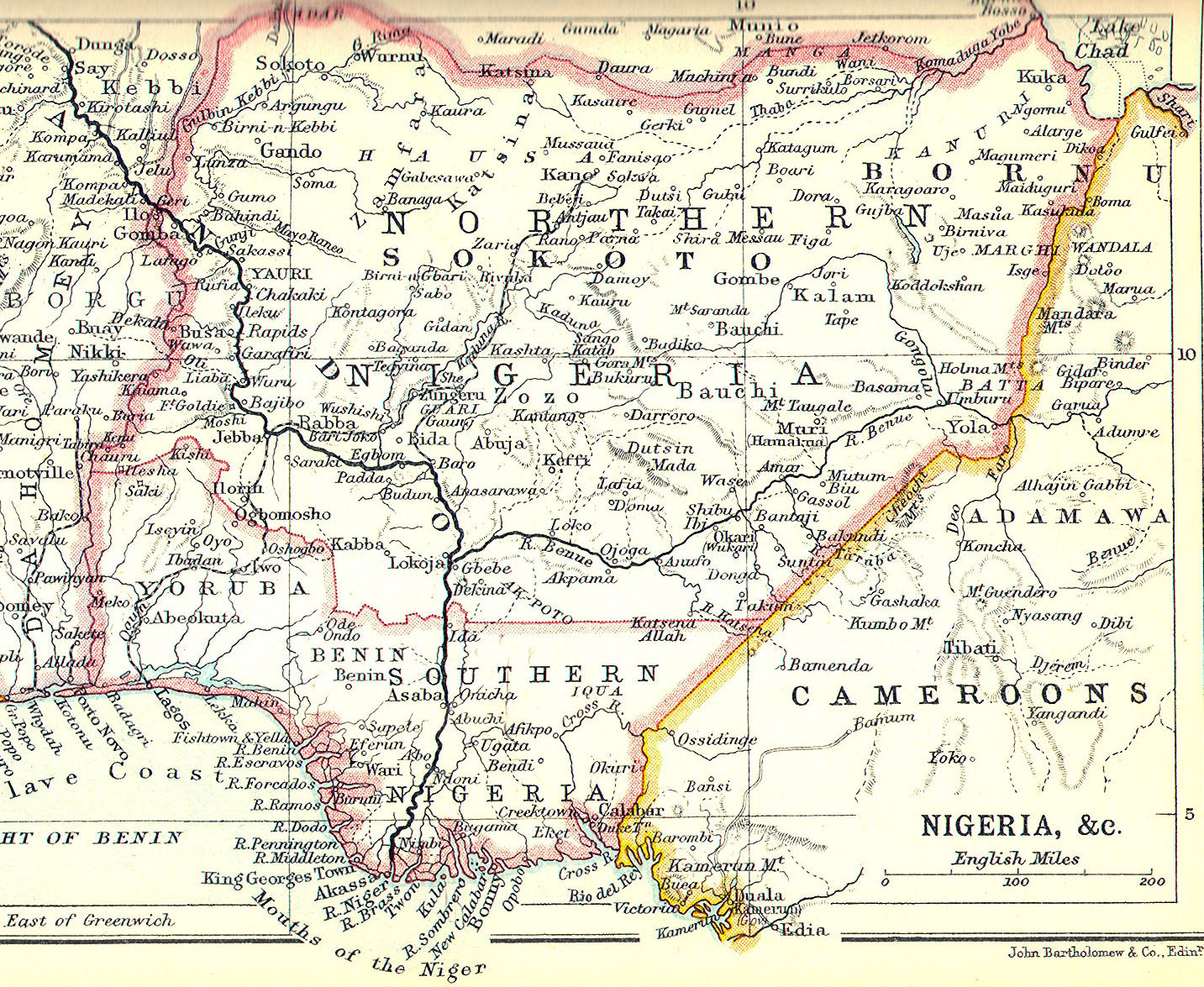
Un mapa que mostra Nigèria del Sud i del Nord, 1914.

L'amalgamació de Nigèria era desitjada des de feia temps com va quedar clar per l'informe del Comitè del Níger de 1898. Combinant les tres jurisdiccions es reduirien despeses administratives i es facilitaria el desplegament de recursos i diners entre les àrees. (Concretament habilitaria subvencions directes al Nord des de les jurisdiccions més rendibles). Antrobus, Fiddes, i Strachey a l'Oficina Colonial, van promoure l'amalgamació, juntament amb Lugard.
Seguint l'ordre recomanat pel Comitè del Níger, l'Oficina Colonial va fusionar la Colònia de Lagos i el Protectorat de Nigèria del Sud l'1 de maig de 1906, formant un protectorat més gran (encara anomenat Protectorat de Nigèria del Sud) que abraçava els territoris de la costa entre Dahomey i Camerun.
Lugard va defensar constantment la unificació del territori sencer, i l'agost de 1911 l'Oficina Colonial va demanar a Lugard dirigir la colònia unificada.

El 1912, Lugard retornava a Nigèria després del seu govern de sis anys com a Governador de Hong Kong, per supervisar la fusió dels protectorats del Nord i del Sud. El 9 de maig de 1913, Lugard va entregar una proposta formal a l'Oficina Colonial en quines províncies del Nord i del Sud hi haurien administracions separades, sota el control d'un "Governador general" amb forta autoritaritat. L'Oficina Colonial va aprovar la majoria del pla Lugard, però no el va autoritzar per promulgar lleis sense la seva aprovació. 
La tasca d'unificació va ser aconseguida poc abans de l'esclat de la Primera Guerra Mundial. De gener de 1914 en endavant, la colònia i el protectorat units eren presidits per un procònsol, qui va ser titulat Governador-General de Nigèria. Les milícies i els batallons de la RWAFF van ser reorganitzats en el RWAFF Nigeria Regiment.
L'Oficina Colonial va acceptar la proposta de Lugard que el Governador no requeria quedar amb dedicació plena al país; consegüentment, mentre fou Governador, Lugard va estar quatre mesos fora cada l'any, a Londres. Això es va demostrar impopular i confonia a moltes parts implicades i finalment fou descartat.

### Regla indirecta

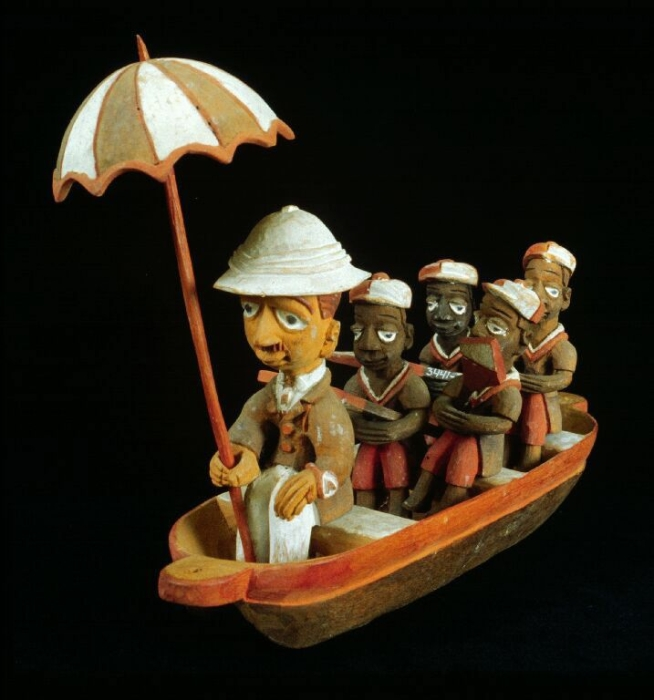
Escultura ioruba del període colonial que descriu la tècnica britànica de govern indirecte

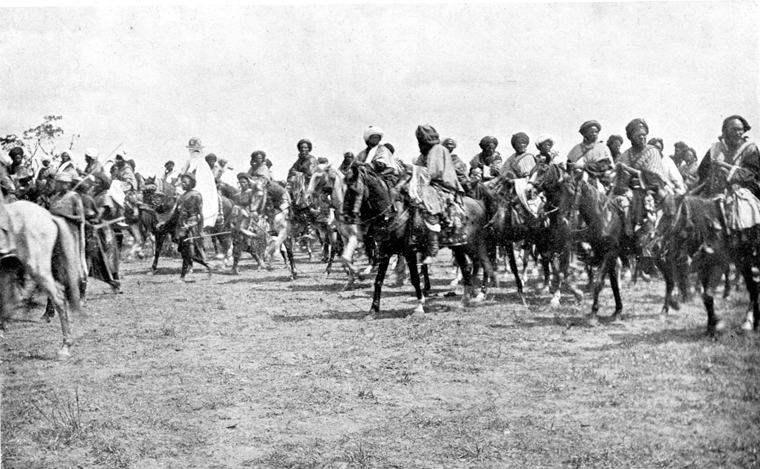
Cavalleria de l'emir de Kano, fotografiada el 1911

El Protectorat era administrat pel Servei Civil Colonial, dirigit per britànics i africans anomenats Personal Natiu Britànic—molts dels quals eren originaris de l'exterior del territori. Sota el Departament Polític del Servei Civil foren residents i agents de Districte, responsables de supervisar operacions en cada regió. El Resident també supervisava el Tribunal Provincial a la capital de la regió.
Cada regió també va tenir una Administració Nativa, dirigida per locals, i posseint una Tresoreria Nativa. L'Administració Nativa estava sota el comandament dels governants tradicionals —emirs al nord— i els seus Caps de Districte, qui supervisaven un nombre més gran de Caps de Població. L'administració nativa era responsable de la policia, hospitals, obres públiques, i tribunals locals. Els intermediaris del Servei Civil Colonial com la Companyia Reial del Níger van tenir una funció expansiva que va incloure la diplomàcia, propaganda, i espionatge.
La meitat de tots els impostos van anar al govern colonial i la meitat van anar a la Tresoreria nativa. Aquesta darrera va utilitzar un pressupost prèviament elaborat pel pagament de personal i desenvolupament de projectes d'obres públiques, i que no podria ser gastat a la discreció de l'emir local. Herbert Richmond Palmer va desenvolupar detalls d'aquest model de 1906–1911 com a governador de Nigèria del Nord després de Lugard.
El 1916 Lugard va formar el Consell Nigerià, un cos consultiu que va reunir sis dirigents tradicionals—incloent-hi el sultà de Sokoto, l'emir de Kano, i el rei de Benín—per representar totes les parts de la colònia. El consell va ser promogut com a dispositiu per permetre l'expressió d'opinions que podrien ampliar el coneixement del Governador-General. En la pràctica, Lugard va utilitzar les sessions anuals per informar els dirigents tradicionals de la política britànica, deixant-los sense funcions a les reunions del consell excepte per escoltar i per assentir.
La unificació va significar només la instauració de les tres administracions regionals distintes en que Nigèria fou subdividida—del Nord, Occidental, i regions Orientals. Cadascuna estava sota un tinent governador i amb serveis de govern independents. El governador era, en efecte, el coordinador per les tres virtualment autònomes entitats, que tenien interessos econòmics solapats però poc en comú políticament o socialment. En la Regió del Nord, el govern colonial va ternir compte prudentment al Islam i va evitar qualsevol aspecte d'un repte als valors tradicionals que podrien incitar resistència al govern britànic.
Aquest sistema, dins de l'estructura de l'autoritat enfocada en l'emir, l'obediència al qual era una marca de devoció religiosa, no fou un canvi benvingut. Mentre els emirs van establir més i més a la seva funció com agents fiables del govern indirecte, les autoritats colonials s'acontentaven en mantenir l'statu quo, particularment en assumptes religiosos. Els missioners cristians no hi estaven autoritzats, i els limitats esforços del govern en l'educació va ser harmonitzada amb institucions islàmiques.
En el del sud, per contrast, els dirigents tradicionals van ser emprats com vehicles de govern indirecte al país Edo i al país Ioruba, però el cristianisme i l'educació occidental van soscavar les seves funcions sacerdotals o espirituals. En alguns casos, tanmateix, una doble obediència —a la idea de monarquia sagrada pel seu valor simbòlic i als conceptes moderns de llei i administració— va ser mantinguda. Exclosa la reverència per la monarquia tradicional, com era el cas per exemple de l' Oba de Benín, el càrrec del qual era identificat amb la religió Edo, els reis van ser acceptats com a patrocinadors del moviment polític ioruba; en la Regió Oriental, oficials nadius nomenats que havien rebut privilegis (i per això anomenats Caps Privilegiats), van tenir una forta oposició del poble perquè mancaven de poders tradicionals.
En la pràctica, els procediments administratius britànics sota govern indirecta suposaven la interacció constant entre autoritats colonials i governants locals—el sistema va ser modificat per encabir les necessitats de cada regió. En la del Nord, per exemple, la legislació va agafar la forma d'un decret signat pel governador i per l'emir, mentre en la del Sud, el governador va buscar l'aprovació del Consell Legislatiu. La llengua haussa va ser reconeguda com una llengua oficial en el Nord, i el coneixement d'aquesta era esperat dels agents colonials que servien allà. En el Sud, només l'anglès va tenir rang oficial. Les administracions regionals també variaven àmpliament en la qualitat del personal local i en l'abast de les operacions que estaven disposats a emprendre. Personal britànic en cada regió continuada operant segons els procediments desenvolupats abans de la unificació. Els llaços econòmics entre les regions van augmentar, però el govern indirecte tendia a descoratjar l'intercanvi polític. No hi havia virtualment cap pressió per una unitat més gran entre les regions fi no hi va ser fins després del final de Segona Guerra Mundial.
Obres públiques, com el dragatge de ports i la construcció de carreteres i vies de ferrocarril, va obrir Nigèria al desenvolupament econòmic. Els fabricants de cosmètics i sabó britànic van intentar obtenir concessions de terra per fer créixer palma d'oli, però aquests peticions van ser rebutjades. En comptes d'això, les empreses van haver d'acontentar-se amb un monopoli del comerç d'exportació sobre aquests productes. Altres collites comercials, com cacau i goma, van ser encoratjades, i l'estany s'extreia a la plana de Jos.
L'única interrupció significativa en desenvolupament econòmic va sorgir d'un desastre natural, la sequera gran de 1913-14. La recuperació va venir de pressa i millores en facilitats portuàries i la infraestructura del transport durant Primera Guerra Mundial va provocar un nou desenvolupament econòmic. Els reclutes nigerians van participar en l'esforç de guerra com peons i soldats. El Regiment de Nigèria del RWAFF, integrant tropes del del nord i del sud, va entrar en acció contra forces colonials alemanyes a Camerun i a l'Àfrica Oriental Alemanya.
Durant la guerra, el govern colonial va destinar una gran part del pressupost nigerià a contribució a la defensa imperial. Per aixecar ingressos addicionals, Lugard va fer passos per instituir una estructura d'impostos uniforme inspirada en el sistema tradicional que havia adoptat en el del Nord durant el seu govern allí. Els impostos esdevingueren no obstant una font de disgustos en el Sud, i van contribuir als aldarulls causats per les protestes contra la política britànica. El 1920 porcions del Camerun Alemany foren concddides en mandat a Gran Bretanya per la Lliga de Nacions i van ser administrades com a part de Nigèria.
Fins que va cessar com a Governador-General el 8 d'agost de 1919, Lugard principalment va ser concernit amb la consolidació de la sobirania britànica i amb assegurar l'administració local a través de dirigents tradicionals. Menyspreava a l'elit universitària i occidentalitzada africana que es trobava principalment al sud, i va recomanar transferir la capital de Lagos, la ciutat cosmopolita on la influència d'aquestes persones era més pronunciada, cap a Kaduna en el nord. Tot i que la capital no va ser moguda, el biaix de Lugard a favor del nord musulmà fou clar al seu temps. Lugard va llegar al seu successor una pròspera colònia a l'expiració del seu càrrec com a Governador-General .
La política de govern indirecte utilitzada a Nigèria del Nord esdevingué un model per colònies britàniques en qualsevol altre lloc d'Àfrica.

### Desenvolupaments en política colonial sota Clifford

Bandera de la Nigèria britànica

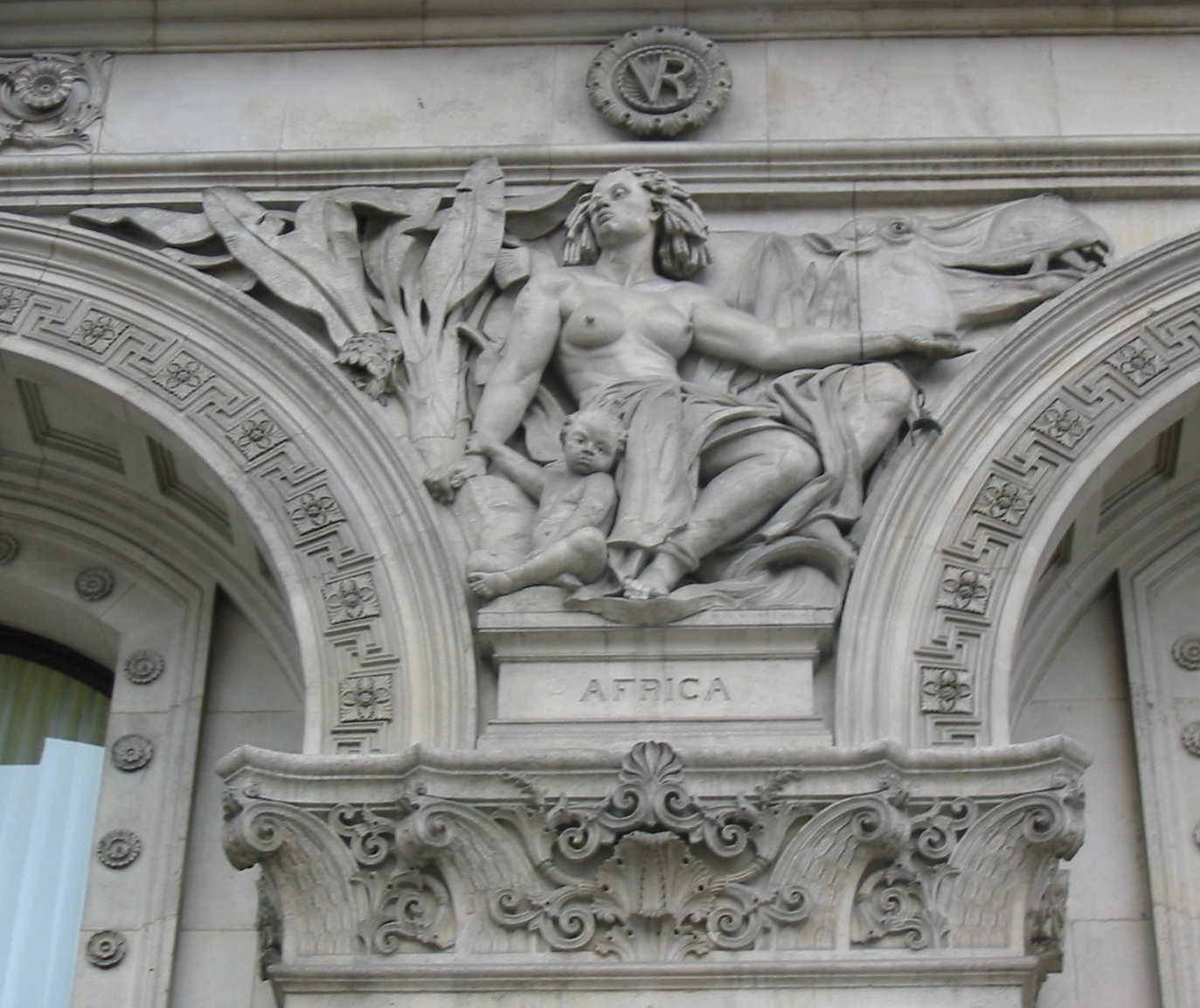
Representació escultòrica d'Àfrica a l'edifici de l'Oficina Colonial a Whitehall; creada per Henry Hugh Armstead

El successor immediat de Lugard, Sir Hugh Clifford, fou un administrador professional aristocràtic amb instints liberals que havia guanyat reconeixement pels seu govern il·lustrat de la Costa d'Or. Les aproximacions dels dos governadors al desenvolupament colonial eren diametralment oposades. Per contrast a Lugard, Clifford va argumentar que el govern colonial tenia la responsabilitat d'introduir de manera ràpida i pràctica els beneficis de l'experiència occidental. Era conscient que el nord musulmà presentaria problemes, però va tenir esperances en el progrés segons les línies que va marcar, per les dues regions del Sud, on es va anticipar "l'emancipació general" que va portar a una forma més representativa de govern. Clifford va emfasitzar el desenvolupament econòmic, animant empreses amb emigrants meridionals en el nord mentre restringia la participació europea a la participació en el capital majoritària.
Malcontent amb la quantitat de prerrogatives que es permetien als dirigents tradicionals sota el govern indirecte, Clifford es va oposar a una major extensió de l'autoritat judicial per part dels emirs del nord. Va dir que no "va considerar que les seves tradicions passades i el present estat de les seves condicions culturals permetessin aquest experiment amb una possibilitat raonable d'èxit." En el sud va veure la possibilitat de construir una elit educada en escoles basades en un mètode europeu (i molts nens de les elits van assistir a famoses universitats a Gran Bretanya durant els anys colonials). Aquestes escoles ensenyarien "els principis bàsics que haurien de regular el caràcter i la conducta." En línia amb aquesta actitud, va refusar la proposta de Lugard de traslladar la capital des de Lagos, la plaça forta de l'elit en la que va col·locar tota la seva confiança pel futur.
Clifford també creia que la regla indirecta animava tendències centripetes. Va argumentar que la divisió en dues colònies separades era aconsellable llevat que un govern central més fort pogués lligar Nigèria per alguna cosa més que una comoditat administrativa per les tres regions. Mentre que Lugard va aplicar coses apreses en el Nord a l'administració del del sud, Clifford va es va preparar per estendre al nord les pràctiques que havien estat exitoses en el del sud. Sir Richmond Palmer, actuant com a Tinent-Governador del Nord, va discrepar amb Clifford i va defensar els principis de Lugard i una major descentralització.
L'Oficina Colonial, on Lugard era encara tingut en alta consideració, va acceptar que els canvis podrien ser previstos en el del sud, però va prohibir l'alteració fonamental dels procediments en el Nord. A. J. Harding, director d'afers nigerians a l'Oficina Colonial, va definir la posició oficial del govern britànic en el suport del govern indirecte quan va dir que "el govern directe per homes imparcials i sincers de fora. .. mai podrien satisfer una nació molt de temps i. .. sota tal forma de govern, mentre la riquesa i l'educació augmentaven, ho feien també la sedició i l'oposició política."

## Economia i finances

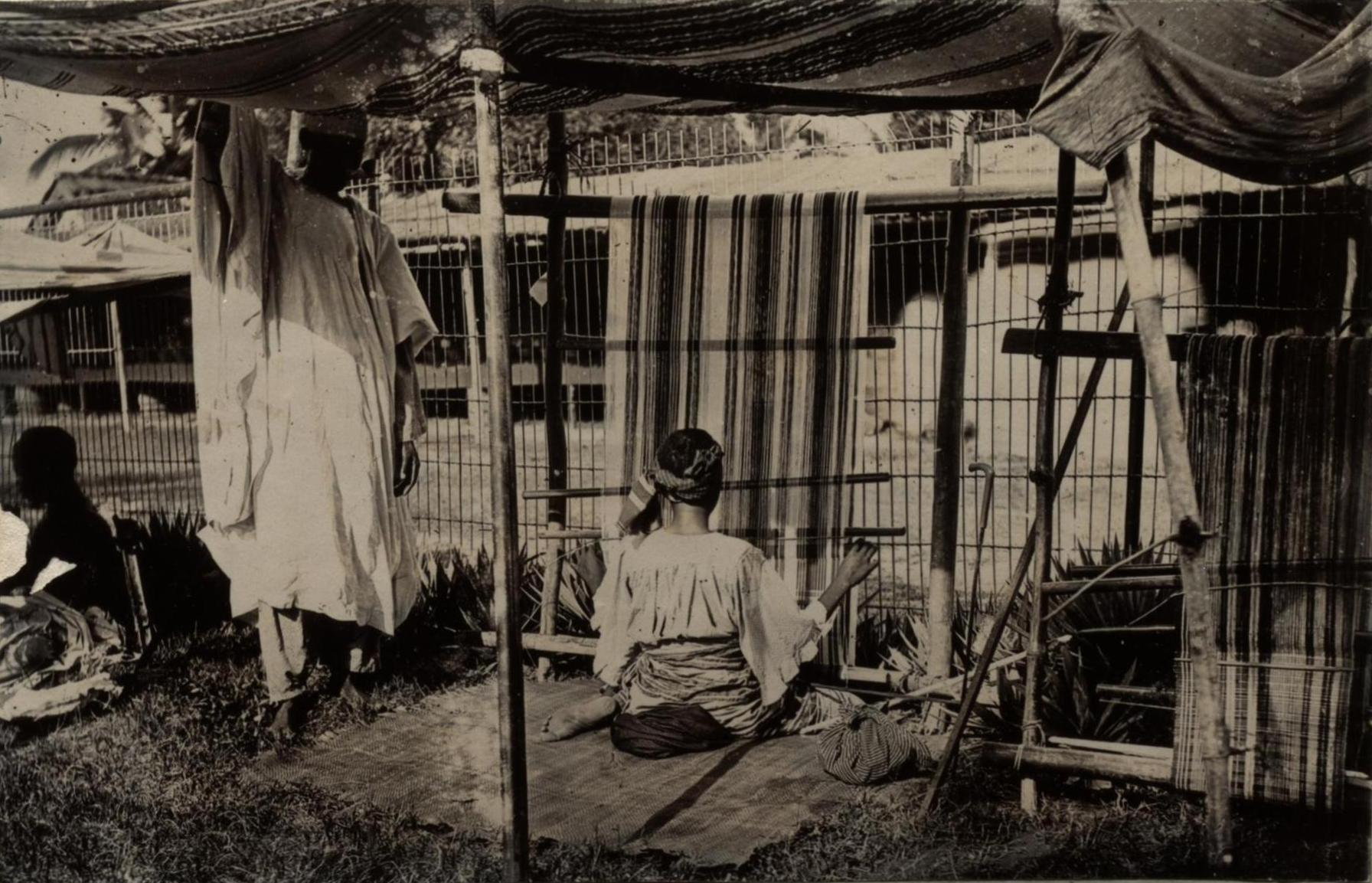
Telers dins Lagos, fotografiats els 1910–1913 per H. Hunting de la Patterson Zuchonis, empresa de comerç

El ministeri d'hisenda britànic inicialment va donar suport al deficitari Protectorat de Nigèria del Nord amb subvencions, un total de 250,000£ o més cada any. Els seus ingressos van augmentar de pressa, de 4,424£ el 1901 a 274,989£ el 1910. El Protectorat del sud es va finançar de les exportacions, amb els ingressos que augmentaren de 361.815£ a 1.933,235£ en el mateix període.
Després d'establir control polític del país, els britànics van implementar un sistema d'impostos per tal de forçar els indígenes africans a canviar de l'agricultura de subsistència al treball per un sou. El treball forçat de vegades va ser utilitzat directament per projectes d'obres públiques. Aquestes polítiques van trobar certa resistència.
Molt de el pressupost de la colònia i protectorat va anar a pagaments del seu exèrcit, la Royal West African Frontier Force (RWAFF). El 1936, de 6.259.547£ d'ingressos per Nigèrià, 1.156.000£ van tornar a Anglaterra com a pagament als oficials britànics en el servei civil nigerià.
L'exploració del petroli va començar el 1906 sota John Simon Bergheim's Nigeria Bitumen Corporation, al qual l'Oficina Colonial va concedir drets exclusius. El 1907, l'Empresa va rebre un préstec de 25,000£, pagable a la descoberta de petroli. Altres empreses que sol·licitaven llicències van ser refusades. El novembre de 1908, Bergheim va informar de la trobada de petroli; el setembre de 1909, va informar de l'extracció de 2.000 tonells per dia. Tanmateix el desenvolupament dels camps petroliers nigerians es va alentir quan Bergheim va morir en un xoc de cotxe el setembre de 1912. El reeemplaçament del governador Egerton per Lugard, va avortar el projecte el maig 1913. El britànics es van orientar a Pèrsia per obtenir petroli.
Comerciants europeus a Nigèria inicialment van fer un ús estès de les monedes de closques marines, les quals eren ja valorades localment. L'afluència de closques va produir inflació.

## Aparició de nacionalisme nigerià del sud
El colonialisme britànic va crear Nigèria, unint regions i pobles diversos en una entitat política artificial al llarg del Níger. El nacionalisme va esdevenir un factor polític a Nigèria durant el període entre les dues guerres mundials, derivant d'un particularisme polític més antic i d'un panafricanisme, més que de qualsevol sentit entre les persones d'una nacionalitat nigeriana comuna. L'objectiu dels activistes inicialment no va ser autodeterminació, sinó l'augment de la seva participació en el nivell regional del govern.
Inconsistències en la política britànica van reforçar les ja existents clivelles basades en animositats regionals, mentre els britànics provaven de conservar les cultures indigenes de cada àrea i d'introduir tecnologia moderna, i conceptes polítics i socials occidentals. En el nord, apel·lacions a la legitimitat islàmica confirmaven el govern dels emirs, de manera que els sentiments nacionalistes van estar relacionats als ideals islàmics. Nacionalistes moderns en el del sud, el pensament dels quals era conformat per idees europees, es van oposar al govern indirecte, ja que pensaven que enfortirien el que consideraven una classe governant anacrònica i tancada a l'emergent elit occidentalitzada.
Els nacionalistes del sud estaven inspirats en una varietat de fonts, incloent els prominents activistes americans Marcus Garvey i W.E.B. Du Bois. Estudiants nigerians a l'estranger, particularment a escoles britàniques, es van als d'altres colònies en grups panafricans, com la West African Students Union, fundada a Londres el 1925. Els nacionalistes primerencs van tendir a ignorar Nigèria com el focus de patriotisme. Els seus denominadors comuns van tendir a basar-se a refermar la seva consciència ètnica, particularment els iorubes i igbos. Malgrat l'acceptació d'influències europees i nord-americanes, els nacionalistes eren crítics del colonialisme pel seu fracàs d'apreciar l'antiguitat, riquesa i complexitat de les cultures indígenes. Van voler autogovern, al·legant que només el colonialisme impedia el trencament dels grillons per les forces progressives dins de Nigèria i en altres estats.
L'oposició política al govern colonial sovint va assolir dimensions religioses. Les esglésies cristianes independents havien emergit al final del dinovè segle. Interpretacions europees de cristianisme ortodox en alguns casos van rebutjar permetre la incorporació de pràctiques i costums locals, tot i que les diverses denominacions de les missions cristianes interpretaven les coses de maneres diferents. La majoria d'europeus van tendir a mirar cap a les seves diferències pròpies i va quedar sorprès i impressionat que els nigerians desenvolupessin noves denominacions independents del control europeu. Les sectes protestants van florir en el cristianisme des de la reforma; l'aparició d'esglésies cristianes independents a Nigèria (com les denominacions negres en els Estats Units) era una altra fase d'aquesta història. Els púlpits de les congregacions independents esdevingueren avingudes per l'expressió lliure de crítiques al govern colonial.

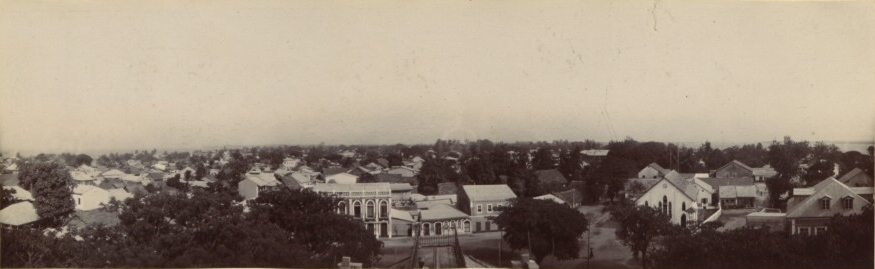
Lagos colonial vers 1910

En els anys1920, els nigerians van començar a formar una varietat d'associacions, com associacions professionals i empresarials, la Unió nigeriana de Mestres; l'Associació Legal Nigeriana, que va reunir advocats, molts dels quals havien estat educats a Gran Bretanya; i l'associació dels Comerciants de Productes Nigerians, dirigir per Obafemi Awolowo. Inicialment organitzats per raons professionals i fraternals, aquests eren centres de gent ben formada que van tenir possibilitats de desenvolupar les seves habilitats de lideratge en les organitzacions, així com formar xarxes socials amples.
Organitzacions ètniques i de parents que sovint van agafar la forma d'una unió tribal també van emergir en els anys 1920. Aquestes organitzacions eren principalment fenòmens urbans que van sorgir després que nombrosos emigrants rurals es va traslladar a les ciutats. Alienat per l'anonimat de l'entorn urbà i enllaçat no obstant a les seves pàtries ètniques—així com per la necessitat d'ajut mutu—els nous habitants de la ciutat van formar clubs locals que més tard es van expandir a les federacions que cobrien regions senceres. Per la meitat dels anys 1940, els grups ètnics importants havien format aquestes associacions com la Igbo Federal Union i la Egbe Omo Oduduwa (Societat dels Descendents d'Oduduwa), un moviment cultural ioruba en el que Obefemi Awolowo va jugar una funció davantera. En alguns casos, l'assignació britànica de persones a grups ètnics, i el tractament basat en línies ètniques, va dirigir a una identificació amb l'ètnia que no havia existit abans.
Un tercer tipus d'organització que era més política era la de joventut o de grups d'estudiants, les quals esdevenien el vehicle d'intel·lectuals i professionals. Eren el segment més políticament conscient de la població i va crear l'avantguarda del moviment nacionalista. Diaris, alguns del qual va ser publicats abans de la Primera Guerra Mundial, proporcionaven cobertura als punts de vista nacionalistes.
La constitució de 1922 va proporcionar als nigerians la possibilitat d'elegir un grapat de representants al Consell Legislatiu. La figura principal en l'activitat política que va seguir fou Herbert Macauley, sovint referit a com el pare del nacionalisme nigerià. Va despertar la conscienciació política a través del seu diari, el Lagos Daily News. També va dirigir el Partit Democràtic Nacional Nigerià (Nigerian National Democratic Party NNDP), el qual va dominar les eleccions a Lagos des de la seva fundació el 1922 fins a la pujada del Moviment Nacional de la Joventut (National Youth Movement NYM) el 1938. La plataforma política del NNPD va demanar el desenvolupament econòmic i educatiu, l'africanització del servei civil, i l'autogovern per Lagos. Significativament, el NNPD de Macauley va quedar gairebé enterament com un partit de Lagos, popular només en l'àrea on les persones ja tenien experiència en l'elecció política.
El Moviment de la Joventut Nacional (NYM) va utilitzar retòrica nacionalista per agitar per millores a l'educació. El moviment va fer coneguts una llista llarga de dirigents futurs, incloent H.O. Davies I Nnamdi Azikiwe. Tot i que Azikiwe més tard va acabar per ser reconegut com el portaveu davanter per la unitat nacional, quan va retornar de la seva formació universitària als Estats Units, el seu punt de vista era panafricà més que nacionalista, i va emfasitzar la lluita africana comuna contra el colonialisme europeu. (Això era també reflex del creixent panafricanisme entre activistes americans del seu temps.) Azikiwe va tenir menys interès en objectius purament nigerians que Davies, un estudiant de Harold Laski a l'Escola d'Economia de Londres, l'orientació política del qual va ser considerada a l'esquerra.
Pel 1938 el NYM agitava per un status de Dominion dins de la Commonwealth Britànica de Nacions, de manera que Nigèria tindria el mateix estatus que el Canadà i Austràlia. En les eleccions d'aquell any, el NYM va acabar amb la dominació del NNDP en el Consell Legislatiu i va treballar per establir una xarxa nacional d'afiliats. Tres anys més tard les divisions internes van sorgir a causa de lleialtats ètniques importants. La sortida de Azikiwe i altre membres igbos dels NYM van deixar l'organització en mans dels iorubs. Durant la Segona Guerra Mundial, Awolowo va reorganitzar el NYM com un partit polític predominantment ioruba, anomenat Grup d'Acció. La rivalitat ioruba-igbo esdevenia cada cop més important en la política nigeriana.

### Segona Guerra Mundial
Durant la Segona Guerra Mundial, tres batallons del Regiment de Nigèria van lluitar en la campanya etiòpica. Les unitats nigerianes també van contribuir amb dues divisions que van servir amb forces britàniques a Palestina, Marroc, Sicília i Birmània, on van guanyar molts honors. Les experiències van proporcionar un nou marc de referència per molts soldats, que van interaccionar a través de fronteres ètniques en maneres que eren inusuals dins Nigèria. La guerra també va fer replantejar als britànics el futur polític de Nigèria. Els anys de guerra, van portar a una polarització entre els més vells i patriarcals dirigents, inclinar cap a un gradualisme, i els intel·lectuals més joves, qui van pensar en termes més immediats.
El creixement ràpid del treball organitzat en els anys 1940 també va portar forces polítiques noves al tauler. Durant la guerra, l'afiliació als sindicats va augmentar sis vegades, fins a 30.000. La proliferació d'organitzacions de treball fragmentava el moviment, i els dirigents potencials tenien l'experiència i habilitat per situar als treballadors junts.
El Grup d'Acció fou en gran part la creació d'Awolowo, secretari general del Egbe Omo Oduduwa i dirigent de l'associació dels Comerciants de Productes Nigerians. El Grup d'Acció era per això l'hereu d'una generació amb consciència cultural entre els iorubes i també va tenir connexions valuoses amb interessos comercials que eren representatius de l'avenç econòmic de la Regió Occidental. Awolowo va tenir poca dificultat en apel·lar a segments amples dels iorubes, però va treballar per evitar que el Grup d'Acció fos estigmatitzat com a "grup tribal". Malgrat els seus esforços una mica exitosos per obtenir el suport de gent no ioruba, el sentiment regionalista que havia estimulat el partit inicialment, va continuar.
Segments de la comunitat ioruba van tenir les seves animositats pròpies i noves rivalitats van sorgir. Per exemple, moltes persones a Ibadan es va oposar a Awolowo en termes personals a causa de la seva identificació amb els iorubes Ijebu. Malgrat aquestes dificultats, el Grup d'Acció ràpidament va construir una organització eficaç. El seu programa va reflectir una planificació més gran i era més ideològicament orientat que el Consell Nacional de Nigèria i els Cameruns (National Council of Nigeria and the Cameroons NCNC). Tot i que no tenia el carisma d'Azikiwe, Awolowo era un formidable orador així com un vigorós i tenaç polític. Va utilitzar per primer cop dins la Nigèria moderna, tècniques electorals. Entre els seus lloctinents principals estaven Samuel Akintola d'Ibadan i el Oni d'Ife.
El Grup d'Acció va donar suport fermament a les demandes d'estats autònoms dins d'una estructura federal, així com l'erecció d'un estat del "Midwest" segregat de la Regió Occidental. Va assumir que alteracions comparables serien fetes en qualsevol altre lloc, una actitud que va guanyar el suport del minoritari vit del partit en les altres regions. Va donar suport a l'irredemptisme ioruba a l'emirat d'Ilorin, regit per un emir fulani però habitat per iorubes i considerat part de la Regió del Nord, i a moviments separatistes entre els no-igbos de la Regió Oriental.
El Congrés dels Pobles del Nord (Northern People's Congress NPC) va ser organitzat avançats els anys 1940 per un grup petit de nigerians del nord educats a Occident. Van obtenir l'assentiment dels emirs per formar un partit polític per contrarestar les activitats del partits del sud. Va representar un element substancial de reformisme en el nord. La figura més potent en el partit fou Ahmadu Bello, el sardauna (dirigent de guerra) de Sokoto.
Bello va voler protegir les institucions socials i polítiques del nord de la influència del sud. Va insistir a mantenir la integritat territorial de la regió del Nord. Es va preparar per introduir canvis educatius i econòmics per enfortir el Nord. Tot i que les seves ambicions pròpies van ser limitades a la Regió del Nord, Bello va donar suport als esforços exitosos del NPC a mobilitzar el vot del nord a fi de guanyar control del govern nacional.
La plataforma del NPC va emfasitzar la integritat del del nord, les seves tradicions, religió, i ordre social. El suport per preocupacions generals nigerianes va ocupar un segon lloc. Una manca d'interès a estendre el NPC fora de la Regió del Nord corresponia a aquesta orientació estrictament regional. Molts dels seus afiliats i activistes eren oficials de govern i dels emirats que tenien accés a mitjans de comunicació i controlaven la repressiva autoritat tradicional que podria mantenir l'oposició a ratlla.
El contingent petit del nord que hi havia estat educat a l'estranger—un grup que va incloure Abubakar Tafawa Balewa i Aminu Kano—va donar suport a la pretensió britànica per introduir canvis gradual als emirats. Els emirs van donar suport a una modernització limitada en gran part per temor a ka manca d'establiment de meridionals en el nord, en observar les millores en condicions de vida en el sud. Els dirigents del nord interessats en la modernització estaven també fermament connectats a l'estructura de poder tradicional. Problemes interns van ser encoberts, i l'oposició oberta a la dominació de l'aristocràcia musulmana no va ser tolerada. Crítics, incloent representants de l'anomenat "Cinturó del Mig" (la zona de la conca del Benue) que estaven molestos amb la dominació musulmana, foren relegats a partits petits, perifèrics o a intranscendent moviments separatistes.
El 1950 Aminu Kano, qui havia estat decisiu en fundar el NPC, es va escindir per formar els Northern Elements Progressive Union (NEPU), en protesta contra els limitats objectius del NPC i què va ser considerar com una vana esperança que els governants tradicionals acceptarien la modernització. NEPU va formar una aliança parlamentària amb el NCNC.
El NPC va continuar representant els interessos de l'ordre tradicional en el debat pre-independència. Després de la defecció de Kano, l'únic desacord significatiu dins del NPC va estar relacionat amb els moderats. Homes com Balewa va creure que només per vèncer política i econòmicament el retard, el NPC podria protegir els fonaments de l'autoritat del nord tradicional contra la influència del sud més avançat.
En totes tres regions, els partits minoritaris representaven els interessos especials de grups ètnics, especialment mentre van ser afectats per la majoria. Mai eren capaços d'elegir apreciables delegacions legislatives, però van servir com a mitjans d'expressió pública per a les preocupacions de les minories. Van rebre atenció de partits importants abans de les eleccions, moment en què bé un partit dominant d'una altra regió o bé el partit d'oposició en la seva regió, buscava la seva aliança.
Els partits polítics competien per posicions de poder en anticipació a la independència de Nigèria. Tres constitucions foren promulgades de 1946 a 1954. Cadascuna va generar controvèrsia política considerable i van moure el país cap a una autonomia interna més gran, amb una funció creixent pels partits polítics. La tendència era cap a l'establiment d'un sistema parlamentari de govern, amb assemblees regionals i una Cambra de Representants federal.
El 1946 una nova constitució va ser aprovada pel Parlament britànic a Westminster i promulgada a Nigèria. Tot i que va reservar el poder efectiu en les mans del Governador-General i el seu Consell Executiu nomenat, l'anomenada Constitució de Richards Constitució (pel Governador-General Arthur Richards, que fou responsable de la seva formulació) creava un Consell Legislatiu i expandia la facultat de deliberat en els assumptes que afectaven al país sencer. Cossos legislatius separats, les Assembly Huses, va ser establertes dins cadascuna de les tres regions per considerar les qüestions locals i per aconsellar als tinents governadors. La introducció del principi federal, amb autoritat deliberativa a les regions, assenyalaven el reconeixement de la diversitat del país. Tot i que realista en la seva valoració de la situació dins Nigèria, la Constitució de Richards va intensificar indubtablement el regionalisme com un alternatiu a la unificació política.
El ritme del canvi constitucional es va accelerar després de la promulgació de la Constitució Richards. Va ser suspesa el 1950 a causa d'una crida a una autonomia més gran, que va resultar en un conferència parlamentària a Ibadan el 1950. La conferència va redactar els termes d'una nova constitució. L'anomenada Constitució Macpherson, del nom del Governador-General, va entrar en vigor l'any següent.
Les innovacions més importants en la nova carta reforçaven el curs dual de l'evolució constitucional, permetent autonomia regional i unió federal. Per estendre el principi electiu principi i per proporcionar un govern central amb un Consell de Ministres, la constitució Macpherson va donar ímpetu renovat a l'activitat dels partits i a la participació política a nivell nacional. Però per proporcionar una cosa similar als governs regionals aquestos exercirien poders legislatius amples, els quals no podrien ser anul·lats per la nova cambra federal de representants de 185 membres; la constitució Macpherson també va donar un impuls significatiu al regionalisme. Les revisions subsegüents contingudes a la Constitució Lyttleton, promulgada el 1954, establien fermament el principi federal i va pavimentar la via per a la independència. El país agafava el nom de Federació de Nigèria.
1. ↑  Carland, The Colonial Office and Nigeria (1985), p. 50.
2. ↑  Asiegbu, Nigeria and its British Invaders (1984), pp. xxv–xxvii.
3. ↑  Carland, The Colonial Office and Nigeria (1985), pp. 3–4, 50–52.
4. ↑  Robin Hermann, "Empire Builders and Mushroom Gentlemen: The Meaning of Money in Colonial Nigeria", International Journal of African Historical Studies 44.3, 2011.
5. 1 2  Ken Swindell, "The Commercial Development of the North: Company and Government Relations, 1900–1906", Paideuma 40, 1994, pp. 149–162.
6. ↑  Carland, The Colonial Office and Nigeria (1985), pp. 19–22.
7. ↑  Carland, The Colonial Office and Nigeria (1985), p. 31.
8. ↑  Carland, The Colonial Office and Nigeria (1985), p. 32–33.
9. ↑  Carland, The Colonial Office and Nigeria (1985), pp. 35–37.
10. 1 2  Carland, The Colonial Office and Nigeria (1985), pp. 104–109.
11. ↑  Carland, The Colonial Office and Nigeria (1985), pp. 135–153.
12. 1 2  Carland, The Colonial Office and Nigeria (1985), pp. 79–84.
13. ↑  Carland, The Colonial Office and Nigeria (1985), p. 87.
14. ↑  Carland, The Colonial Office and Nigeria (1985), p. 88–89.
15. ↑  Asiegbu, Nigeria and its British Invaders (1984), p. xxxi.
16. ↑  Carland, The Colonial Office and Nigeria (1985), pp. 92–100.
17. ↑  Afeadie, "The Hidden Hand of Overrule" (1996), p. 17–19.
18. ↑  Afeadie, "The Hidden Hand of Overrule" (1996), p. 19–21.
19. ↑  Carland, The Colonial Office and Nigeria (1985), pp. 70–71.
20. 1 2 3  Sir Richmond Palmer
21. ↑  Carland, The Colonial Office and Nigeria (1985), p. 66.
22. 1 2 3  Helen Chapin Metz, ed.
23. ↑  Carland, The Colonial Office and Nigeria (1985), pp. 85–86, 103.
24. ↑  Carland, The Colonial Office and Nigeria (1985), p. 119.
25. ↑  Isichei, A History of Nigeria (1983), pp. 386–388.
26. ↑  Elliot J. Berg, "The Development of a Labor Force in Sub-Saharan Africa"; Economic Development and Cultural Change 13.4, July 1965.
27. ↑  Carland, The Colonial Office and Nigeria (1985), pp. 127–128.
28. ↑  Isichei, A History of Nigeria (1983), p. 380.
29. ↑  Carland, The Colonial Office and Nigeria (1985), pp. 184–198.
30. ↑  Isichei, A History of Nigeria (1983), p. 392–393.
31. ↑  Helen Chapin Metz, ed.

Fonts
- Country Studies On-Line - Nigeria at the Library of Congress

Bibliografia
- Afeadie, Philip Atsu. "The Hidden Hand of Overrule: Political Agents and the Establishment of British Colonial Rule in Northern Nigeria, 1886–1914". PhD dissertation accepted at the Graduate Programme in History, York University, Ontario. September 1996.
- Asiegbu, Johnson U. J. Nigeria and its British Invaders, 1851–1920: A Thematic Documentary History. New York & Enugu: Nok Publishers International, 1984. ISBN 0-88357-101-3
- Carland, John M. The Colonial Office and Nigeria, 1898–1914. Hoover Institution Press, Stanford University, 1985. ISBN 0-8179-8141-1
- Falola, Toyin, & Matthew M. Heaton, A History of Nigeria, Cambridge, 2008, ISBN 978-0-521-68157-5
- Isichei, Elizabeth. A History of Nigeria. Harlow, UK, and New York: Longman, Inc., 1983. ISBN 0-582-64331-7
- Pétré-Grenouilleau, Olivier (ed.). From Slave Trade to Empire: Europe and the colonisation of Black Africa 1780s–1880s. Abingdon, UK, and New York: Routledge, 2004. ISBN 0-714-65691-7
- Tamuno, T. N. The Evolution of the Nigerian State: The Southern Phase, 1898–1914. New York: Humanities Press, 1972. SBN 391 00232 5